# Gummo (pel·lícula)
Gummo és una pel·lícula de drama experimental estatunidenca de 1997, escrita i dirigida per Harmony Korine, protagonitzada per Jacob Reynolds, Nick Sutton, Jacob Swell i Chloë Sevigny. La pel·lícula està ambientada (però no filmada) a Xenia (Ohio), una ciutat de l'Oest mitjà americà que havia quedat destrossada per un devastador tornado. La narrativa fragmentada de la pel·lícula segueix als diversos protagonistes que troben formes peculiars i destructives de passar el temps, i queden interromputs per escenes que ens mostren a altres habitants de la ciutat.
Aquest film, el debut a la direcció de Korine, va ser filmat a Nashville (Tennessee), amb un pressupost d'1,3 milions de dòlars. Gummo va tenir una estrena limitada i va generar pocs ingressos de taquilla. La pel·lícula va generar gran enrenou a la premsa pel seu contingut gràfic i la narrativa estilitzada i lliure.

## Argument
Un nen anomenat Solomon narra els esdeveniments posteriors al tornado que va destrossar la petita ciutat de Xenia (Ohio). Un adolescent mut, que coneixem com a Bunny Boy i que porta únicament orelles de conill, pantalons curts i sabates.
Tummler, amic de Solomon, porta un gat pel coll i l'ofega en un barril d'aigua. Llavors la pel·lícula talla a una altra escena de Tummler en un cotxe fet malbé amb una noia. Estan acariciant-se mútuament quan Tummler s'adona que la noia té un bony a un dels seus pits. Posteriorment Tummler i Solomon baixen per un turó amb les seves bicis. De forma narrada Solomon descriu Tummler com un "noi amb un meravellós caràcter", a qui algunes persones descriurien com "totalment malvat".
Més tard, Tummler apunta un gat amb una escopeta de balins. Solomon ho impedeix, dient que és un gat domèstic. Marxen i la càmera segueix el gat anant cap a casa de les seves mestresses. El gat pertany a tres germanes, dos de les quals són adolescents i l'altra prepubescent. La pel·lícula torna llavors a Tummler i Solomon caçant gats de carrer, els quals porten a un botiguer local, qui es dedica a esquarterar-los i vendre'ls a un restaurant. El botiguer els diu que tenen un rival en el "negoci de caçar gats". Tummler i Solomon li compren cola al botiguer, que la fan servir per drogar-se esnifant-la.
La pel·lícula llavors talla a una escena amb dos nens petits malparlats vestits de cowboys destrossant coses a un abocador. Bunny Boy apareix i els nois el "maten" amb pistoles de joguina. Bunny Boy es fa el mort mentre els nens l'insulten, li regiren les butxaques i li treuen una de les sabates per llençar-la. Finalment es cansen i marxen, deixant a Bunny Boy estirat al terra.
Tummler i Solomon localitzen al noi que està caçant els "seus" gats. El noi, Jarrod Wiggley, els està enverinant enlloc de disparar-los. Quan Tummler i Solomon entren a la casa de Jarrod amb màscares i armes amb la intenció de fer-li mal, troben fotos del noi fent drag i la seva àvia gran en estat catatònic i connectada a maquinària de suport vital. Jarrod està forçat a cuidar d'ella, fet que prèviament havia descrit com a "fastigós". Veient que Jarrod no és a casa, Tummler i Solomon decideixen marxar. Llavors, Tummler troba l'àvia estirada al seu llit, diu que aquella "no és manera de viure" i apaga les màquines de suport vital.
A la pel·lícula s'intercalen altres escenes, incloses: un home ebri flirtejant amb un nan gai; un home prostituint la seva germana discapacitada per Tummler i Solomon; les germanes trobant-se amb un abusador d'infants; un parell de bessons que venen caramels per les cases; una breu conversa amb un jugador de tennis que està tractant el seu TDAH; una llarga escena de Solomon dinant mentre es banya amb aigua bruta; una festa de gent ebria competint a fer polsos i lluitant amb una cadira; i dos germans skinhead lluitant entre ells a la cuina. També hi ha diverses escenes curtes que mostren rituals satànics, gravacions aparentment de pel·lícules casolanes i converses que contenen fanatisme racial.
La següent escena de la pel·lícula està ambientada amb la cançó "Crying" de Roy Orbison, la qual havia estat prèviament mencionada per Tummler com la cançó que la seva germana, que és transgènere, cantava (la germana finalment va marxar a la "gran ciutat" i el va abandonar). Seguidament ens mostra a Solomon i Tummler disparant al gat desaparegut de les germanes repetidament amb les seves escopetes de balins mentre plou, amb talls que ens mostren a Bunny Boy besant les germanes en una piscina. Bunny Boy corre cap a la càmera a través d'un camp agafant el cos del gat mort, el qual ensenya a l'audiència, trencant la quarta paret.
L'escena final mostra una noia, que prèviament a la pel·lícula havíem vist afaitar-se les celles, cantant "Jesus Loves Me" al llit amb la seva mare (o germana). Finalment el film talla a una imatge en negre mentre la noia continua cantant i li demanen que baixi el volum i se'n vagi al llit.

## Repartiment
- Jacob Reynolds com Solomon
- Nick Sutton com Tummler
- Linda Manz com la mare de Solomon
- Chloë Sevigny com Dot
- Carisa Glucksman com Helen
- Darby Dougherty com Darby
- Jacob Sewell com Bunny Boy
- Mark Gonzales com Noi que lluita amb la cadira
- Max Perlich com Cole
- Daniel Martin com Jarrod Wiggley
- Harmony Korine com Noi al sofà

## Producció

### Pre-producció
Escrivint Gummo, Harmony Korine va abandonar l'estructura tradicional de tres actes i es va esforçar per evitar crear personatges amb una dimensió moral clara. Per afavorir la creació d'un muntatge semblant a un collage, Korine es va centrar en crear moments i escenes interessants que a l'hora de col·locar-les successivament, creessin la seva pròpia forma única de narració. Per justificar un muntatge tan caòtic, Korine va ambientar la pel·lícula en Xenia (Ohio), que va quedar devastada per un tornado el 1974.
Per ajudar-lo a aconseguir aquesta idea, Korine va recórrer a l'ajuda del cineasta francès Jean-Yves Escoffier. El seu treball a Les Amants du Pont-Neuf de Leos Carax va causar una impressió tremenda en Korine. Escoffier, a qui li va agradar el guió, va treballar a Gummo per una part del seu sou habitual.
Durant el període de pre-producció, Korine va buscar localitzacions de filmació a la seva ciutat natal de Nashville (Tennessee), trobant cases i llocs inusuals on gravar. Korine sovint s'acostava a gent al carrer, pistes de bitlles i restaurant de menjar ràpid per demanar-los que participessin a la pel·lícula. Korine recalca, "És aquí on vaig créixer. Aquesta gent és interessant per a mí, i mai els havia vist representats a la pantalla d'una forma realista".
Chloë Sevigny va dissenyar el vestuari per a la pel·lícula, barrejant peces de roba que la gent ja tenia amb elements comprats a botigues locals de roba de segona mà.

### Càsting
Korine va contractar pràcticament tot el repartiment de la pel·lícula amb gent local que no eren actors. Vells amics de Korine estaven ansiosos per ajudar a Korine, com els germans skinhead, el patinador Mark Gonzales i el nan Bryant Krenshaw. Algunes excepcions inclouen la que llavors era parella de Korine, Chloë Sevigny, Linda Manz i Max Perlich.
Parlant sobre Linda Manz, Korine va dir, "Sempre l'havia admirat. Hi havia aquesta cosa sobre ella que m'agradava: ni tan sols era la seva actuació. Era com la manera en què em sentia sobre Buster Keaton quan el vaig veure per primera vegada. Hi havia aquesta mena de poesia en ella, una brillantor. Els dos cremaven la pantalla." Gummo va ser la seva primera aparició en pantalla després de 16 anys.
Korine va veure els seus dos personatges principals mentre mirava la televisió per cable. Va veure el Jacob Reynolds en un petit paper a The Road to Wellville. "Era tan visual... No em canso mai de mirar-li la cara." El personatge de Solomon, interpretat per Reynolds, és descrit al guió de Korine com "cap altre nen del món".
En Nick Sutton (Tummler) el va veure en un episodi sobre la prevenció contra les drogues de The Sally Jesse Raphael Show titulat "El Meu Fill Va Morir Esnifant Pintura". Al programa li preguntaven a Sutton on creia que estaria en uns anys, al que ell va respondre, "Probablement estaré mort". Korine recorda "Vaig veure la seva cara i vaig pensar que era el noi amb el què somiava, ell era el meu Tummler. Hi havia una mena de bellesa en ell." El productor Scott Macaulay va dir sobre Sutton, "És aquesta persona que Harmony d'alguna manera va trobar i va posar al mig d'aquesta pel·lícula, que a moments és realista i en altres màgica. Penso que Nick és per Harmony el que Bruno S és per Herzog.(veure L'Enigma de Gaspar Hauser i Stroszek)
Korine no va contractar els seus actors per la manera en què actuaven, sinó per l'aura visual que desprenien.

### Filmació
El film va ser rodat en alguns dels barris més pobres de Nashville. El productor Cary Woods comentava, "Bàsicament, estem veient el tipus de pobresa que estem acostumats a veure a països del tercer món, quan els equips de notícies tracten la fam, però ara ho veiem al cor d'Amèrica". Una petita casa albergava quinze persones i milers de paneroles. Els insectes s'arrossegaven literalment amunt i avall per les parets. Korine deia, "Vam haver de treure coses de les cases per poder entrar la càmera dins de les habitacions." A vegades, l'equip es rebel·lava contra la filmació en aquestes condicions i Korine es veia forçat a comprar vestits de protecció per que se'ls posessin. Korine i Escoffier, que creien que això era ofensiu "portaven Speedos i xancletes només per molestar-los".
Korine va fomentar la improvisació i l'espontaneïtat. Per aconseguir això, Korine va haver d'establir confiança. "Si un actor fuma crack, deixa'l sortir entre tomes a fumar crack! Deixeu que la gent faci el que vulgui sense conseqüències". El productor Scott Macaulay comentava que els mètodes d'improvisació van donar resultats profunds per a tots els implicats. "Per a molts dels que no eren actors, podies notar que era una experiència molt emocionant per a ells, i que estaven trobant una cosa important". Korine afegia, "Volia mostrar el que era esnifar cola. No volia jutjar ningú. És per això perquè tinc poc interès en treballar amb actors. Els que no són actors poden donar-te allò que els actors mai podrien: una part d'ells".
L'últim dia de rodatge, Escoffier va rodar l'escena de la lluita amb la cadira a la cuina únicament amb la seva càmera i els actors. Alguns dels actors acabaven de sortir de la presó i Korine sentia que l'actuació seria millor si ell no estigués a l'habitació. L'equip va tancar totes les portes i va apagar tots els monitors, de manera que ningú no sabés el que estava passant. Entre tomes, Korine entrava Korine entrava corrent i animava tothom. Al final de l'escena hi ha un moment de silenci on ningú sap què fer. Korine comentava, "Quan vaig veure el material gravat, em va sorprendre, perquè Jean Yves realment va aconseguir capturar aquella incomoditat, aquell silenci trist; era bonic."
Korine va filmar Gummo en tan sols quatre setmanes durant l'estiu del 1996, la major part de la pel·lícula es va rodar l'última setmana de producció. Això va ser degut a l'espera de l'equip perquè plogués. L'última escena en gravar-se va ser la de Korine interpretant un noi molt ebri en un sofà amb un nan.
Totes les escenes que inclouen violència animal van ser simulades, a vegades fent servir animals protèsics.

### Edició
Korine va treballar amb l'editor Chris Tellefsen per sintetitzar el metratge pre-planificat amb el metratge amb errors.
"Quan canviàvem les formes, quan la pel·lícula passava a vídeo, Hi-8, o Polaroids – Volia que tot semblés com que estava fet així per alguna raó. Com si hagués estat filmat en vídeo perquè no ho van poder filmar en 35mm, o que va ser filmat en Polaroids perquè era la única càmera allà... Teníem guió, però com a guionista, estic molt cansat de la idea de seguir un guió. Sentia que tenia la pel·lícula al guió, així que vam filmar el guió i després vam filmar tota la resta i tot va guanyar sentit en el procés d'edició".
Korine va dir que va fer servir metratge de qualsevol font que pogués trobar que encaixés amb l'estètica: "Aquell metratge en cinta del gat era una cinta que un amic meu m'havia donat, d'ell drogant-se amb la seva germana. Estaven en un garatge i hi havia un pla del seu gat. Aquell moment va ser un error que va quedar gravat".
El metratge final té aproximadament un 75% de guió.

## Música
La banda sonora de Gummo és un reflexe de la cultura pop americana, que va des de la gravació de camp d'Alameda Riddle de la cançó tradicional per nens "My Little Rooster", fins a la banda californiana de stoner metal Sleep. Altres cançons populars són "Everyday" de Buddy Holly i "Crying" de Roy Orbison, que tanca la pel·lícula i és directament referenciada al diàleg.
Bandes metal i powerviolence com Bethlehem, Mystifier, Absu, Burzum, Bathory, Brujeria, Eyehategod i Spazz també apareixen. Més tard, Korine va mostrar interès en la subcultura del black metal a la seva sèrie visual del 2000 The Sigil of the Cloven Hoof Marks Thy Path.

## Temes
La pel·lícula explora una gran varietat de problemàtiques com l'abús de drogues, la violència, l'homicidi, el vandalisme, les malalties mentals, la pobresa, la blasfèmia, l'homofòbia, l'abús sexual, el sexisme, el racisme, el suïcidi, el dol, la prostitució i la crueltat animal. Korine va evitar les nocions romàntiques relacionades amb Amèrica, incloent la gent pobre i discapacitats mentals.
Korine comenta l'estètica pop del film, dient: "Amèrica és aquest reciclatge, aquesta interpretació del pop. Vull que veieu aquests nens amb samarretes de Bone Thugs & Harmony i barrets de Metallica: aquesta identificació gairebé esquizofrènica amb la imatge popular. Si hi penseu, així és com es relacionen les persones en aquests dies, a través d'aquestes imatges." L'estètica de Dot i Helen està basada en Cherie Currie. "Volia que semblessin nenes escolaritzades a casa... que d'alguna manera endevinen i inventen aquestes coses hipster."
La pel·lícula té una forta influència del vodevil. El nom del personatge Tummler prové directament del terme vodevil·lià donat als còmics de baix nivell de l'època. "Els nois que et registren als hotels, et porten la jaqueta i alhora fan bromes. Són com un escalfament, el nivell més baix de comediants. El tummler." (veure Borscht Belt)
Robin O'Hara defensava que mentre la gent intenta trobar punts de referència per descriure Gummo (com Herzog, Cassavetes, Arbus, Fellini, Godard, Maysles i Jarman), l'art de Korine és totalment propi seu. "És original, en tots els sentits de la paraula." Korine comentava sobre l'estètica de la pel·lícula: "Vam esforçar-nos molt en no referenciar altres pel·lícules. Volíem que Gummo establís els seus propis estàndards".

## Estrena
Gummo es va estrenar al 24è Festival de Cinema de Telluride el 29 d'agost de 1997. Durant la projecció, un gran nombre de persones va marxar durant la seqüència inicial de l'ofegament del gat. Altres projeccions a festivals inclouen el Festival Internacional de Cinema de Rotterdam, on va guanyar el premi KNF pel "millor llargmetratge de la secció oficial que encara no s'ha distribuït als Països Baixos", i el Festival de Cinema de Venècia, on va rebre una menció especial del jurat FIPRESCI. Va ser triada per ser distribuïda per Fine Line Features, i va tenir una estrena limitada amb classificació R (diferent a la NC-17 que es va imposar) als Estats Units el 17 d'octubre de 1997 per la representació generalitzada del comportament antisocial de menors, inclosa la violència, l'abús de substàncies, la sexualitat i un llenguatge fort.

### Recepció per part de la crítica
Werner Herzog va alabar la pel·lícula i va mencionat la seva gran impressió al veure el beicon enganxat amb cinta adhesiva a la paret durant l'escena de la banyera.
El director Lukas Moodysson la va llistar com una de les seves 10 pel·lícules preferides per la revista Sight & Sound de 2002, i la directora australiana Megan Spencer també va elogiar-la. David Straton de The Movie Show de SBS va afirmar a la seva ressenya que "els amants dels gats haurien d'estar advertits", però finalment va elogiar-la, qualificant-la com "original".
El cineasta Gus Van Sant a Gummo escriu: "Verinós en la història; geni en el caràcter; victoriós en l'estructura; sorneguerament amable en l'epíleg; bufetada en el tema; rebel en naturalesa; honest de cor; inspirador en la seva creació i amb menyspreu a la punta de la seva llengua, [Gummo] és un retrat de la vida d'un petit poble de l'Oest Mitjà americà que és alhora molt realista i inquietant onírica."
Actualment, Gummo té una valoració de 38% a Rotten Tomatoes, basada en 58 ressenyes, amb una puntuació mitjana de 5.9/10. El consens crític del lloc declara, "Les fortes provocacions de Gummo podem arribar a impressionar als espectadors de tendència més iconoclasta, però altres trobaran difícil veure més enllà de la perspectiva aclparadora i crua per explicar històries del guionista i director Harmony Korine." A Metacritic, on s'assigna una valoració generañitzada, el film compta amb una puntuació de 19/100 basada en 15 ressenyes, la qual indica "forta antipatia." Un curt extracte de Gummo es va projectar després de la seqüència inicial de la pel·lícula de 1998 dirigida per Hype Williams, Belly.
Pàgines web dedicades al cinema com Mubi i They Shoot Pictures, Don't They? han classificat Gummo entre la seva llista de les millores 1000 pel·lícules de la història del cinema.

## El Diari d'Anna Frank, Pt. II
El Diary d'Anna Frank Pt. II és un collage a tres pantalles de 40 minuts de durada que inclou alguns dels actors i temes de Gummo, i es poden considerar peces complementàries.
Korine comenta, "Probablement podria fer dos pel·lícules més amb el metratge sobrant [de Gummo]. Parts d'aquest material les faré servir per aquesta peça d'art... el problema que et trobes a l'hora de realitzar projeccions multimèdia és que, una gran part del temps, l'estil s'apoders. Amenaça i redueix el contingut. Es converteix gairebé en un vídeo musical – es barregen tots aquests formats sense cap motiu.."